# Zaměstnanost
Zaměstnanost je stav, kdy se část populace zapojuje do ekonomické aktivity, tedy práce, aby zajistila své přežití a uspokojila své potřeby. Úroveň zaměstnanosti se měří většinou poměrem mezi počtem ekonomicky aktivních pracujících obyvatel a celkovým počtem populace (popřípadě její části). Zaměstnanost je klíčovým faktorem ekonomického rozvoje a prosperity jak pro jednotlivce, tak i pro celou společnost. Ve většině ekonomických systémů je zaměstnanost považována za jeden z nejvýznamnějších ukazatelů ekonomického zdraví země. 
Zaměstnání je vztah mezi dvěma stranami, kdy jedna strana, zaměstnavatel, nabízí práci a platí druhé straně, zaměstnanci, za vykonanou práci. Zaměstnanec pracuje za mzdu, která se může lišit v závislosti na typu práce, podmínkách odvětví a vyjednávací síle mezi stranami. V některých typech zaměstnání mohou zaměstnanci dostávat kromě mzdy i další dávky, jako jsou zdravotní pojištění, bydlení nebo pojištění pro případ invalidity. Zaměstnanost je obvykle upravena pracovněprávními předpisy, organizací nebo právními smlouvami. Zaměstnavatelem může být korporace, nezisková organizace, družstvo nebo jiný subjekt.
Zaměstnanost je opačný stav ke stavu nezaměstnanosti.

## Přehled
Ve čtvrtém kvartále v roce 2022 byla míra zaměstnanosti v Evropské unii (EU) 74,9 %. To znamená, že z celkového počtu lidí v produktivním věku byl podíl zaměstnaných 72,5 %. 
Míra zaměstnanosti a nezaměstnanosti se v různých zemích liší v závislosti na mnoha faktorech, jako jsou hospodářský růst, demografické změny, vzdělání, politiky zaměstnanosti a další. Zlepšení zaměstnanosti může být podporováno různými politikami, jako je poskytování odborného vzdělávání, zlepšení přístupu na trh práce pro znevýhodněné skupiny, snížení daňové zátěže pro zaměstnavatele a další.

## Míra zaměstnanosti

### Přehled
Ve čtvrtém kvartále v roce 2022 byla míra zaměstnanosti v Evropské unii (EU) 74,9 %. To znamená, že z celkového počtu lidí v produktivním věku byl podíl zaměstnaných 72,5 %. 
Podle údajů Mezinárodní organizace práce (MOP) byla v roce 2022 celosvětová míra zaměstnanosti k celé populaci 57,5 %. Nicméně tato míra se v jednotlivých zemích a regionech výrazně liší. Například v rozvinutých zemích, jako jsou Spojené státy, Japonsko nebo Německo, se pohybuje míra zaměstnanosti kolem 75 %. Naopak v rozvojových zemích, jako jsou Zimbabwe, Etiopie nebo Bangladéš, je tato míra mnohem nižší. 
Míra zaměstnanosti a nezaměstnanosti se v různých zemích liší v závislosti na mnoha faktorech, jako jsou hospodářský růst, demografické změny, vzdělání, politiky zaměstnanosti a další. Zlepšení zaměstnanosti může být podporováno různými politikami, jako je poskytování odborného vzdělávání, zlepšení přístupu na trh práce pro znevýhodněné skupiny, snížení daňové zátěže pro zaměstnavatele a další.

### Výpočet
Míra zaměstnanosti se měří jako poměr počtu zaměstnaných osob v produktivním věku (15-64 let, popřípadě 20-64 let) ke všem osobám v produktivním věku. Někdy míra zaměstnanosti vypočítává jako podíl pracujících a celé populace, v tomto případě je výsledná hodnota značně menší. Zpravidla se jako zaměstnaní považují ti, kteří v průběhu posledních čtyř týdnů aktivně hledali práci a v posledním týdnu pracovali minimálně jednu hodinu, případně ti, kteří pracují alespoň 15 hodin týdně.

### Vliv míry zaměstnanosti
Míra zaměstnanosti má vliv na řadu faktorů, jako jsou spotřeba domácností, růst HDP, inflace, produktivita práce, chudoba a nerovnost. Vysoká míra zaměstnanosti může naznačovat, že se ekonomika rozvíjí a lidé mají přístup ke zdrojům k výdělku. Nízká míra zaměstnanosti však může být příznakem hospodářské recese, snížené produktivity práce nebo strukturálních změn v ekonomice, které vedou ke ztrátě pracovních míst.
Míra zaměstnanosti se může lišit mezi různými zeměmi a regiony, v závislosti na úrovni rozvoje ekonomiky, průmyslové a sektorové struktuře, politice zaměstnanosti, úrovni vzdělání a odbornosti pracovní síly, atd.
V některých zemích, jako je například Japonsko, kde je vysoká míra zaměstnanosti, je však problémem nízká produktivita práce, což způsobuje ekonomický růst náchylný ke stagnaci. V jiných zemích, jako například ve Spojených státech, kde je vysoká míra zaměstnanosti, jsou problémy s nerovností mezi pracovními místy, kde některá místa jsou dobře placená a jiná ne. 

### Faktory ovlivňující míru zaměstnanosti
Zaměstnanost může být ovlivněna globálními faktory, jako jsou mezinárodní obchod, migrace pracovní síly a změny technologií. Tyto faktory mohou mít vliv na dostupnost pracovních míst a poptávku po určitých typech pracovní síly.
Zaměstnanost je také významným tématem politické diskuse. Politické strany, vlády a odborové organizace se snaží uplatňovat politiku zaměstnanosti, která má za cíl vytvořit více pracovních míst a zlepšit pracovní podmínky. Tyto politiky mohou zahrnovat investice do infrastruktury, odborného vzdělávání a rekvalifikace pracovní síly, snížení daní pro podniky a podporu malých a středních podniků.
V současné době je v mnoha zemích pozorováno zvyšování míry nejisté zaměstnanosti, zejména v oblasti nízkokvalifikovaných pracovních míst. Nejistota zaměstnání může mít negativní dopad na ekonomickou stabilitu a blaho jednotlivců a rodin. V některých zemích se také objevuje fenomén "pracující chudoby", kdy i přes práci žijí lidé pod hranicí chudoby. To je způsobeno často nízkými platy, nejistými a špatnými pracovními podmínkami. Vzhledem k významu, který má míra zaměstnanosti pro hospodářský a společenský vývoj, je důležité, aby vlády, podniky, odborové organizace a další zainteresované strany spolupracovaly na řešení této otázky. To zahrnuje vytváření pracovních příležitostí, investice do vzdělávání a odborného vývoje, zlepšení pracovních podmínek a podporu pro nejzranitelnější skupiny na trhu práce.

## Politika zaměstnanosti
Politika zaměstnanosti se zaměřuje na opatření státu, která mají za cíl efektivní regulaci trhu práce prostřednictvím ovlivňování nabídky a poptávky práce. Tuto politiku lze rozdělit na dvě části - aktivní politiku zaměstnanosti, která se snaží zvýšit zaměstnanost, a pasivní politiku zaměstnanosti, která zmírňuje negativní dopady nezaměstnanosti. 
V České republice je politika zaměstnanosti upravována Zákonem o zaměstnanosti.

### Aktivní politika zaměstnanosti
Aktivní politika zaměstnanosti zahrnuje soubor opatření, jejichž cílem je dosáhnout co nejvyšší úrovně zaměstnanosti. Ministerstvo a úřady práce jsou zodpovědné za provádění aktivní politiky zaměstnanosti, a v závislosti na situaci na trhu práce spolupracují s dalšími subjekty.

### Pasivní politika nezaměstnanosti
Pasivní politika zaměstnanosti se týká poskytování materiální podpory lidem, kteří jsou nezaměstnaní nebo kteří kvůli nízkým příjmům spadají do kategorie "sociálně slabých". Tento druh politiky zahrnuje také podporu předčasného odchodu do důchodu a podporu pro nižší zaměstnanost žen. Náklady na pasivní politiku zaměstnanosti jsou převážně v podobě transferů. I když zákon o zaměstnanosti nepracuje s tímto právním pojmem, lze ho nalézt v rámci pozitivního práva, například ve vyhláškách ministerstva financí, jako je Vyhláška č. 267/2001 Sb., která stanovuje rozsah a strukturu podkladů pro vypracování střednědobého výhledu státního rozpočtu a termíny pro jejich předání. 

## Globální vývoj zaměstnanosti
V posledních desetiletích se globální trh práce a zaměstnanost rychle mění. Mezi hlavní faktory, které ovlivňují globální vývoj zaměstnanosti, patří:

##### Globalizace
Růst mezinárodního obchodu a investic může mít pozitivní dopad na zaměstnanost, ale může také způsobit propouštění pracovníků v některých sektorech.

##### Covid-19
Covid-19 a následné opatření spojené s ním (karantény, home office atd.), negativně postil trh práce a způsobil strmý pokles zaměstnanosti v období 2020-2021. I přes výraznou ztrátu pracovních míst mezi dočasnými pracovníky během krize zůstal podíl zaměstnanců v dočasných pracovních poměrech relativně stabilní. Toto naznačuje, že byla vytvořena nová dočasná pracovní místa, která vyrovnala ztrátu těch původních. Některá z těchto nových dočasných pracovních míst byla možná obsazena lidmi, kteří předtím pracovali na stálých pozicích nebo byli bez zaměstnání.

##### Technologický pokrok
Automatizace a digitalizace mohou způsobit ztrátu pracovních míst v některých sektorech a zároveň vytvořit nové pracovní příležitosti v jiných oblastech.

##### Demografické změny
Stárnutí populace v mnoha zemích může vést ke snížení nabídky pracovní síly a způsobit nedostatek kvalifikovaných pracovníků, což může mít negativní dopad na hospodářský růst.

##### Ekologické problémy
Klimatické změny a ochrana životního prostředí mohou vést ke změně struktury hospodářství a způsobit vznik nových pracovních příležitostí v oblasti obnovitelných zdrojů energie a ochrany životního prostředí.

## Zaměstnanost podle států
V jednotlivých státech a institucích se liší způsob měření zaměstnanosti a míry nezaměstnanosti. Například v USA nejsou lidé, kteří jsou nezaměstnaní a neusilují o nový pracovní poměr, zařazování do statistiky nezaměstnaných. Naopak v měření dle Eurostatu (statistický úřad EU) jsou tito lidé ve statistice nezaměstnaných. Obdobná odlišnost je v definici zaměstnaných osob.

### Zaměstnanost v České republice
V České republice je míra zaměstnanosti v posledních letech na relativně vysoké úrovni. Podle dat ze čtvrtého kvartálu roku 2022 byla míra zaměstnanosti k celé populaci 20-64letých 81,4 %, což je nad průměrem EU (74,7% v Q4 2022). Nezaměstnanost v České republice klesla v roce 2023 na 2,6 %, což je nejnižší hodnota v rámci EU.
Pozn. Výpočet zaměstnanosti a následný podíl se velmi liší podle vybraného vzorku populace (zde je to populace od 20  do 64 let).
Podle dat ČSÚ byl podíl zaměstnaných k celé populaci 15-64letých v lednu 2023 75,3 %. Míra zaměstnanosti mužů byla 81,6 % a žen 68,8 %.
Oproti lednu 2022 se zaměstnanost zvýšila o 0,4 %.
Nicméně v některých regionech České republiky, zejména na severu a východě země, je míra nezaměstnanosti značně vyšší oproti zbytku republiky. Navíc pandemie covidu-19 měla výrazný dopad na trh práce v České republice, a to zejména na pracovní místa v oblasti cestovního ruchu a gastronomie.

### Zaměstnanost v EU
Vývoj zaměstnanosti v EU je monitorován Eurostatem, statistickým úřadem Evropské unie. Podle nejnovějších dostupných dat z roku 2022 měla EU celkovou zaměstnanost ve výši zhruba 66 %, což odpovídá přibližně 238 milionům zaměstnanců. Tato míra se postupně zvyšuje od roku 2013, což je období po globální finanční krizi, kdy byla zaměstnanost nízká. Zaměstnanost v EU se výrazně liší mezi jednotlivými členskými státy. Nejnižší míry zaměstnanosti jsou obvykle zaznamenávány v jižních a východních členských státech EU, zatímco nejvyšší míry zaměstnanosti jsou v severních a západních členských státech (Německo, Nizozemsko, Dánsko nebo Švédsko).
Za největší hrozby poklesu zaměstnanosti v EU jsou nejčastěji považovány demografický vývoj obyvatelstva (stárnutí), technologický vývoj a digitalizace, automatizace, klimatické změny. Na tyto hrozby reaguje primárně národní státy, ale i samotná EU hraje důležitou roli v přijímáni politik pro zvýšení zaměstnanosti. Evropská unie přijímá různá opatření na podporu zaměstnanosti, včetně programů a iniciativ zaměřených na podporu tvorby nových pracovních míst, podporu podnikání a inovací, rozvoj dovedností a odborného vzdělávání, a podporu mobility na trhu práce.
Politika zaměstnanosti v rámci Evropské unie je upravena ve Smlouvě o fungování Evropské unie čl. 9 a čl. 45 (Volný pohyb osob, služeb a kapitálu. Pro podporu zaměstnanosti byl v roce 1997 vydán dokument známý pod zkratkou EES (European employment strategy). Jeho snahou bylo vytvoření nových a lepších pracovních pozic. Na tuto legislativní úpravu navazuje podpora malých a středních podniků, pracovní migrace, start-upů nebo inovací a další mnohé podpory jak zaměstnanců tak zaměstnavatelů.
V rámci EU existuje také Evropský sociální fond, který je hlavním finančním nástrojem pro podporu politik zaměřených na zaměstnanost, sociální začleňování a odbornou přípravu pracovníků. Fond podporuje projekty zaměřené na zlepšování dovedností a kvalifikací pracovníků, posilování sociálního začleňování, podporu rovnosti pohlaví na pracovišti, podporu podnikání a inovací, a další opatření pro zlepšení zaměstnanosti v EU. Na tyto účely bylo v rámci Evropského sociálního fondu + vyčleněno 99 miliard € na roky 2021-2027. 

### Zaměstnanost v USA
Podle údajů amerického úřadu pro statistiku práce (BLS) bylo v roce 2021 v USA 152,9 milionů pracujících. Tento počet představuje rekordní úroveň zaměstnanosti v zemi, která byla dosažena před vypuknutím pandemie covidu-19. Nicméně, pandemie měla významný dopad na zaměstnanost v USA. V roce 2020 bylo ztraceno více než 22 milionů pracovních míst, což představovalo největší propad zaměstnanosti za jediný rok v historii země. Následně se ekonomika USA začala zotavovat a v roce 2021 se podařilo obnovit většinu pracovních míst, která byla ztracena během pandemie. 
Podle údajů BLS byla v březnu 2023 nezaměstnanost v USA 3,5 %, což je nejnižší úroveň od roku 1969. V posledních letech se nezaměstnanost postupně snižuje, což je důsledkem růstu ekonomiky a rostoucí poptávky po pracovní síle. Velkým tématem jsou rozdíly v zaměstnanosti podle různých faktorů, jako je vzdělání, věk, pohlaví a etnická příslušnost. Podle údajů BLS jsou nejvyšší úrovně zaměstnanosti mezi lidmi s vysokoškolským vzděláním a nejnižší mezi lidmi bez středního vzdělání. Kromě toho se také liší zaměstnanost mezi muži a ženami, přičemž muži mají v průměru vyšší úroveň zaměstnanosti. Některé etnické skupiny, jako jsou Afroameričané nebo Hispánci, jsou méně zaměstnané než běloši. Tyto rozdíly jsou důsledkem mnoha faktorů, včetně diskriminace na pracovišti, nedostatku přístupu ke vzdělání a chudoby.
Zaměstnanost se také liší podle oblasti USA. Například v Kalifornii, nejlidnatějším státě USA, bylo v roce 2021 zaměstnáno více než 17 milionů lidí, ale zároveň zde byl jeden z nejvyšších podílů nezaměstnaných 4,4%. Naopak, v menších státech jako Wyoming nebo Vermont je počet pracovních míst mnohem nižší, ale nezaměstnanost se pohybuje pouze kolem 2%.